# سیارک ۱۸۹۹۶
سیارک ۱۸۹۹۶ (به انگلیسی: 18996 Torasan، نامگذاری:2000RR53) هجده هزار و نهصد و نود و ششمین سیارک کشف شده‌است که در ۴ سپتامبر ۲۰۰۰ کشف شد.
قدر مطلق سیارک برابر ۵۶.۲ است.